# Adriano Preite
Adriano Preite (Copertino, 18 ottobre 1724 – Copertino, 13 marzo 1804) è stato un architetto italiano, attivo principalmente in Salento.
Nato a Copertino da Giuseppe Preite e Grazia Fanale il "Mastro" Adriano Preite cominciò ad operare a Gallipoli il 7 giugno 1750 chiamato dal Capitolo cittadino a fornire per 1050 ducati il disegno per i restauri di S.Antonio abate e successivamente nel 1753 per 1080 ducati per i disegni relativi ai restauri di S.Maria degli Angeli.
Dal 1751 al 1756 a Gallipoli disegnò e realizzò la facciata della fabbrica del palazzo del Seminario.
Dal 1754 al 1758 a Copertino disegnò e realizzò la chiesetta a pianta ottagonale in onore del concittadino Giuseppe Desa.
Nel 1765 lavorò a Casarano, precisamente nella Chiesa confraternale dell'Immacolata dove eresse i due superbi altari laterali dedicati alla Natività di Maria e all'Assunzione in cielo, impreziositi dalle tele di Oronzo Tiso. 
Nel 1767 a Copertino lavorò ai restauri della parrocchiale "S.Giuseppe".
Nel 1781 a Tricase completò i lavori della Chiesa della Natività della Beata Vergine Maria sotto la direzione di Vito Resci e Vito Paolo Parrotti.
Nel 1783 a Soleto completò i lavori della parrocchiale "Maria S.S: Assunta". 
Nel 1790 a Sternatia completò il prospetto della parrocchiale intitolata a  "S.Giorgio".
Nel 1797 a Galatone costruzione dell'Ospizio per i pellegrini al santuario del Crocefisso.